# Gonzalo Chacón Velasco y Fajardo
Gonzalo Chacón Velasco y Fajardo (Madrid, 1577 - Logroño, 27 de mayo de 1642), inquisidor, obispo de Calahorra, virrey y capitán general de Navarra.
Era hijo de Luis de Velasco, hombre de Estado y gentilhombre de Felipe II.
Se licenció en Cánones cursando en la Universidad de Valladolid, de la cual fue rector en el año 1600 y 1604-1605. En la catedral de la misma ciudad se desempeñó como tesorero y canónigo, dignidad esta última que también ostentó en Toledo. Fue capellán mayor del convento real de la princesa Juana y el 2 de junio de 1614 reemplazó a Pedro de Mújica en el cargo de inquisidor apostólico de Toledo. El 30 de diciembre de 1623 fue designado para la misma plaza en el Tribunal de la Corte y al año siguiente, el 2 de diciembre de 1624, pasó a ejercer como consejero de Inquisición.
El 15 de noviembre de 1632 el monarca Felipe IV lo presentó al obispado de Calahorra, episcopado del que tomó posesión el 28 de mayo del siguiente año. En 1636 fue elegido virrey del reino de Navarra, lo cual lo llevó también al cargo de capitán general. Disfrutó de una renta anual de 3500 ducados y edificó parte del palacio episcopal de Logroño.
Falleció el 27 de mayo de 1642 en Logroño, y fue enterrado en la capilla de los mártires Emeterio y Celedón, en la catedral de Calahorra.